# Yorktown (Virginie)
Pour les articles homonymes, voir Yorktown.
Yorktown est une census-designated place située à l’entrée de la baie de Chesapeake, dans l'État de Virginie, aux États-Unis. En 2011, sa population s'établissait à 195 habitants.
Lors de la Guerre d’indépendance, elle fut le lieu de la décisive bataille de Yorktown dans laquelle Français (Lafayette, Rochambeau, De Grasse) et Américains combattirent ensemble pour obtenir la reddition totale du général Cornwallis, britannique, et de ses troupes (septembre - octobre 1781). 
En 1862, lors de la Guerre de sécession, la ville capitule après un débarquement et un siège de l'Union Army.

## Jumelages
- Port-Vendres (France)
- Deux-Ponts (Allemagne)